# Храм Донаторов
Храм Донаторов (от лат. donator «даритель») — принятое название пещерной церкви XIV века в Бахчисарайском районе Крыма, в округе средневекового города-крепости Эски-Кермен. Распоряжением правительства Российской Федерации № 2073-р от 17 октября 2015 года памятник отнесён к категории объектов культурного наследия федерального значения.
Название памятнику, по сюжету фрески, изображающей семью ктиторов, строителей церкви, в 1920-х годах дал Николай Эрнст, предположительно — владетелей княжества Дорос, столицей которого был Эски-Кермен. Николай Эрнст, Анатолий Якобсон и Юрий Могаричёв допускали существование небольшого поминального скита-усыпальницы местного князя (установлено наличие одного, возможно двух захоронений). Возможно, рядом с храмом были некие наземные сооружения: перед входом и на площадке сохранились гнёзда для деревянных конструкций.

## Время создания
Время создания памятника Николай Репников сначала датировал второй половиной XIV века, а затем конкретизировал — 1380-ми годами. Н. Л. Эрнст считал, что храм основан в XIV или начале XV века, Олег Домбровский относил создание к концу XII — началу XIII века. А. Г. Герцен и Ю. М. Могаричёв относили строительство ко времени ранее середины XIV века. Андрей Виноградов высказывает предположение, что храм был устроен женщиной из княжеской семьи, принявшей монашество под именем Марии, как усыпальница для своих умерших родственников в 1351 или 1381 году.

## Описание
Памятник расположен в верховье ущелья Черкес-Кермен Второй гряды Крымских гор, в скале мыса, делящего балку на два рукава, подходы к которому заросли густым кустарником. В храм поднимались по нескольким узким, вырубленным в расселине, лестницам (сохранились их следы), дополненным деревянными висячими мостками, от которых сохранились многочисленные пазы под брусья креплений. Сейчас старая тропа практически непроходима и в храм попадают обходной дорогой по кромке плато сверху. По этой причине храм редко попадал в поле зрения исследователей и просто путешествующих.
- Лестница в храм
- Алтарная часть, акварель, 1929 год
- Алтарная часть, современный вид
- Южная часть, вход, акварель, 1929 год
- Северная стена, акварель, 1929 год
- Западная часть, акварель, 1929 год

Кроме собственно церкви рядом были вырублены два помещения, одно из которых однозначно идентифицируется как гробница, другое — либо усыпальница, либо склеп, либо келья причетника. Вход в пещеру находится на южной стороне скалы, там же проделано единственное окно. Сам храм почти прямоугольный, размерами 5,1×3,2×2,5 м, с подковообразной, расположенной немного к югу от центра наоса, апсидой, направленной точно на восток и отделённой алтарной преградой, сохранившейся на высоту до 35 см. Олег Домбровский допускал, что позднее алтарная преграда была наращена иконостасом. На северной стене высечены декоративные (то есть без устройства в них захоронения) аркосолии с изображениями святых, причём левый, от входа, переходит на западную стену. Н. Репников считал, что в нише одной из арок располагался жертвенник. В северной части потолок полукоробовый, остальной — плоский. Существует версия, что северная часть храма отделялась от основной части двумя полуколоннами у стен и колонной между ними и была чем-то вроде отдельного придела. По периметру наоса, вдоль западной и северной стен, сделана каменная скамья. Стены были оштукатурены, причём исследователи отмечали, что слой штукатурки был толще, чем в других известных храмах. Вся внутренность храма, включая потолок и даже откосы окна и двери, была покрыта фресками.

## Фрески
В 1848 году участник крымской экспедиции графа Алексея Уваров художник Мориц Вебель создал несколько акварелей, скопировав росписи — тогда ещё наименее разрушенные, но в известных научных работах рисунки не анализировались до начала XXI века. В своей книге 1872 года остатки византийских фресок упоминает Евгений Марков.

Изучение росписей храма началось в 1920-х годах, в процессе работы крымской археологической экспедиции. Её участники отмечали фрески в своих работах: Н. Л. Эрнст обратил внимание на хорошую сохранность стенописи. Анатолий Якобсон считал роспись созданием константинопольского художника. В 1927 году, как руководитель крымской экспедиции Центральных государственных реставрационных мастерских фрески храма Донаторов, в числе прочих, изучал И. Э. Грабарь. С его прибытием Николай Эрнст связывал ожидание подтверждения мнения участников исследований о создании стенописи в палеологовском стиле в XIV или начале XV века. Художник оставил о них краткие заметки в записной книжке, резюмировав, в конце, своё впечатление от увиденного:
Необычно изыскана вся общая композиция росписей и орнамент (декорат.) убранства. Все это высокое мастерство
Подробное описание фресок в те же годы оставил Н. Репников; Олег Домбровский в работе 1966 года подробно проанализировал росписи и сделал свои трактовки. По его мнению фрески были написаны в несколько приёмов (одна поверх другой). Роспись конхи апсиды учёный отнёс к концу XII — началу XIII века, остальные композиции создавались постепенно, до конца XIV века, и ктитором выступал сам местный князь. Мнение Домбровского оспаривает художник-реставратор Ирина Геннадьевна Волконская: «предположение О. И. Домбровского о разновременности росписи отдельных частей храма „Донаторов“ ни с точки зрения стилистики живописи, ни с точки зрения технологии никак не подтверждается». Росписи храма к настоящему времени практически не сохранились — кое-где остались только небольшие фрагменты, поэтому современные исследователи опираются на описания, в основном, экспедиции Николая Репникова 1920-х годов и, в меньшей степени, более поздние обследования О. И. Домбровского.
- Фрагменты фресковой росписи. Мориц Вебель, 1848 год
- Фреска «Поклонение жертве». Мориц Вебель, 1848 год
- Роспись северной стены, Мориц Вебель, 1848 год
- Современное состояние росписи
- Современное состояние росписи
- Современное состояние росписи

В конхе апсиды изображён «поясной» Деисус с крупной фигурой Христа в красной ризе и предстоящими справа Иоанном Крестителем и Богородицей слева. В нижней части алтаря — многофигурная композиция «Поклонение жертве» (также «Поклонение Агнцу» со стоящими по обе стороны святителями. Средняя часть крайней слева фигуры диакона написана в вырубленной в стене нише — из этого Домбровский сделал заключение, что часть росписи была сделана позже основной, и, возможно, вообще изначально не планировалась.
На потолке над алтарём размещена фреска Благовещения, далее идут сюжеты Крещения Господне и Сретение. В северной части потолка в пяти медальонах, оформленных «пышным орнаментальным узором». изображены поясные фигуры святых, из которых к 1920-м годам сохранились изображения Ермолая, Пантелеймона и апостолов Петра и Павла. Далее в этой части потолка картина мучения Феодора Стратилата перед царём и усекновение его главы.
Северная стена архитектурно разделена на аркосолии. В западном в 1920-х годах ещё сохранялись «незначительные остатки фигур Георгия Победоносца и Дмитрия Солунского в рост в воинском наряде с фрагментом малой фигуры между ними». В восточном, по уцелевшим копытам коня, предполагались остатки конной фигуры. Аркосолии по краям были орнаментированы узором и надписями вязью. Между дугами арок вписаны медальоны с бюстами святых. Простенок у алтарной преграды украшали поясные изображения двух мучениц с орнаментом понизу. О. Домбровский считал, что на северной стене изображён не Георгии Победоносец.
По сюжету фрески в аркосолии западной стены храм и получил название: считается, что на ней и изображены донаторы, хотя к 1920-м годам от росписи сохранялись фрагменты. По центру была мужская фигура в полный рост в в нимбе, богатом красном одеянии, с молодым лицом и бородкой. Н. Репников считал, что это мученик Акиндин. Н. Эрнст, а позже О. Домбровский предполагали, что изображён Христос. Справа женщина-монашка, с молитвенно протянутыми к Христу руками, слева — две фигуры, мужская, с бородой и в оригинальной шапке с матерчатым верхом и меховой опушкой и рядом остатки женской в красноватой одежде с короткими по локоть рукавами и с остроконечным кокошником на голове — эти фигуры и считаются изображением донаторов.
Росписи южной стены не сохранились, но остатки фрагментов на оконных откосах сохранялись ещё в 1920-е годы.

## Надписи храма
В храме известны четыре надписи на византийском греческом языке, нанесённые над аркосолиями (арочными нишами для установки урны с прахом умершего или саркофага) на западной и северной стене, все выполнены темперой по штукатурке, пышно орнаментированных узорами и вязью. Самая значительная, так называемая «строительная надпись» на северной стене сделана жёлтой краской с красным обводом на синем фоне. Буквы значительно повреждены сколами, поэтому некоторые места утрачены (это относится ко всем надписям). Читаемая часть выглядит как
 ср.-греч. [---]ἐθεμ[ηλιώθη συ]ν[δρομῇ? τῆς] δ̣ο̣ύ̣λ̣[η]ς̣ τ̣ο̣ῦ̣ Χ(ριστο)ῦ Μ̣αρύας· ἐ̣[πὶ ἔ]τ̣[ους ς]ω̣Ϟ̣´ resp. [ς]ω̣ξ̣´ , ἠν[δ(ικτιῶνος)] ε´ ---
что Андрей Виноградов перевёл следующим образом «…основан при содействии рабы Христовой Марии. В 6890 (или: 6860) году, в 5-й индикт», то есть 1381—1382 год, или 1351—1352 год
Анализируя текст, учёный делает вывод, что, поскольку выражение вида «рабы Христовой» обычно относится к лицам духовного звания, Марию из надписи можно считать монахиней и соотносить с монашкой, изображённой последней в процессии ктиторов. Она, в отличие от остальных фигур, не имеет подписи с упоминанием о кончине и, вероятно, является заказчицей (ктиторшей) храма, ставшей монахиней под именем Марии.
Остальные три надписи надгробные (хотя фигур на фреске пять и одна надпись могла быть утрачена), с традиционной поздневизантийской формулой «почил раб Божий…» (ср.-греч. Ἐ̣κοιμήθη [ ὁ δοῦλος] τοῦ [θ(εο)ῦ ὁ δεῖνα), которая, собственно, только у всех и сохранилась. Выполнены белой краской по синему фону, по исполнению сделаны одной рукой, не обязательно в одно время. Считается, что в утраченной нижней части могли быть имена и титулы изображённых, а также год создания. Наносились, скорее всего позже, по одной, поверх уже готовых фресок, возможно, после смерти донатора. Датируют надписи, приближённо, одним временем — 1351—1352 год, либо 1381—1382 год.

## История изучения
Несмотря на то, что Мориц Вебель в 1848 году посещал храм и сделал несколько акварелей с его видами, в записях Уварова храм не упоминается — видимо, сам граф в нём не был. Впервые в литературе о церкви поведал Евгений Марков в «Очерках Крыма», где он посвятил храму целую страницу в художественном стиле. Упоминаются остатки византийских фресок, среди которых писатель разглядел, по остаткам надписи, лик Николая Угодника, полукруглый «олтарик», каменный престол с высеченным крестом, низкие сиденья вдоль стен алтаря.
Считается, что первое научное описание храма сделал Николай Эрнст в работе 1929 года, опубликованной по результатам деятельности крымской археологической экспедиции 1920-х годов. Наиболее полный отчёт об итогах работы экспедиции сделал её руководитель Николай Репников, опубликовав их в 1932 году, а значительная часть итогов исследований сохранилась в недавно изданной рукописи историка. О. Домбровский, в книге «Фрески средневекового Крыма» 1966 года, целый раздел посвятил росписям храма.